# Leichtathletik-Europameisterschaften 1986/Weitsprung der Frauen

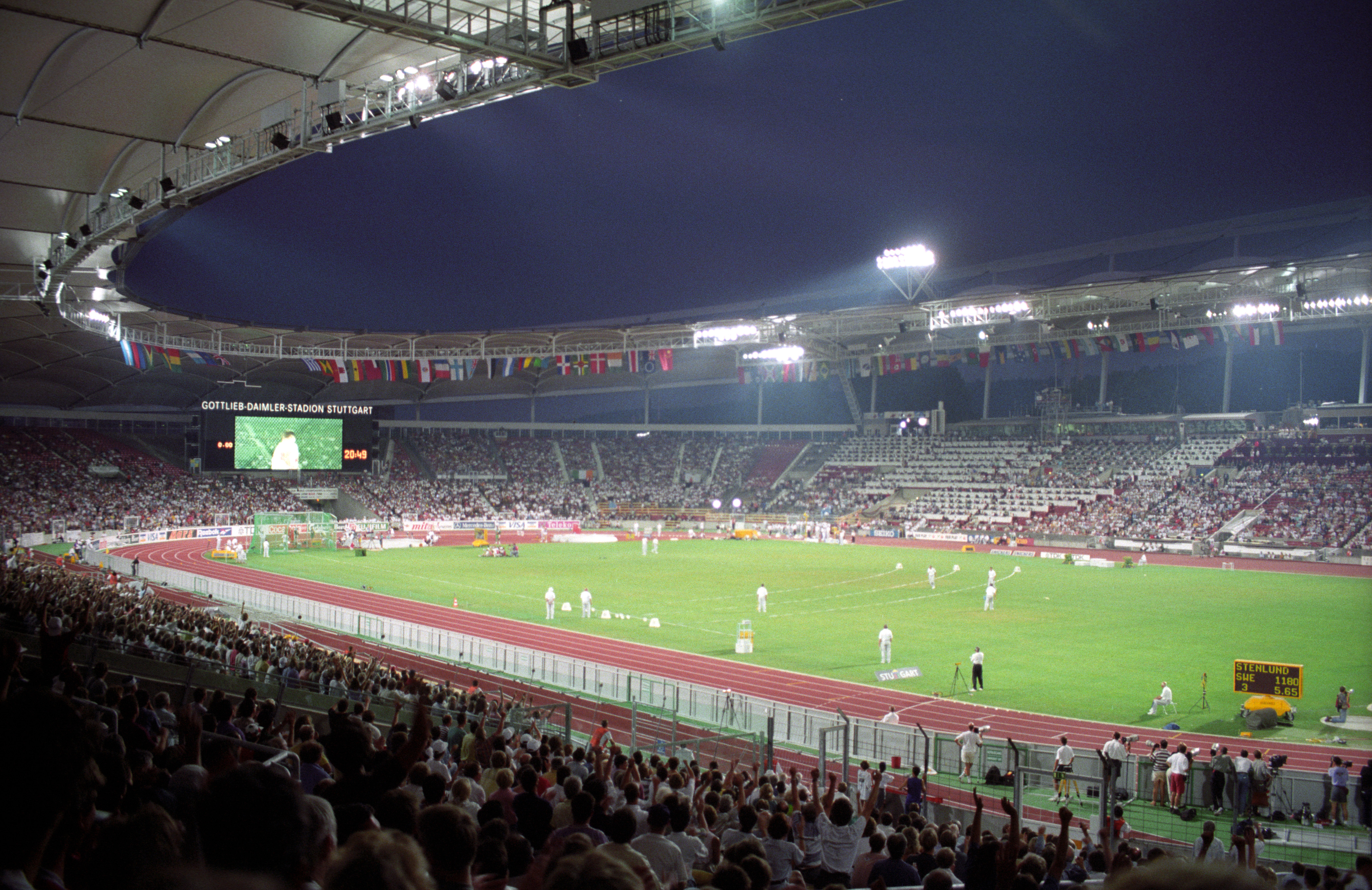
Das Stuttgarter Neckarstadion (heute MHPArena) bei den Leichtathletik-Weltmeisterschaften 1993

Der Weitsprung der Frauen bei den Leichtathletik-Europameisterschaften 1986 wurde am 26. und 27. August 1986 im Stuttgarter Neckarstadion ausgetragen.
Mit Gold und Bronze gab es in diesem Wettbewerb zwei Medaillen für die Weitspringerinnen aus der DDR. Europameisterin wurde die amtierende Weltmeisterin und Weltrekordinhaberin Heike Drechsler. Sie gewann vor Galina Tschistjakowa aus der UdSSR. Bronze ging an Helga Radtke.

## Rekorde

### Bestehende Rekorde
| Weltrekord           | 7,45 m | Heike Drechsler    | Dresden, DDR (heute Deutschland) | 3. Juli 1986    |
| Europarekord         | 7,45 m | Heike Drechsler    | Dresden, DDR (heute Deutschland) | 3. Juli 1986    |
| Meisterschaftsrekord | 7,09 m | Vilma Bardauskienė | EM Prag, Tschechoslowakei        | 29. August 1978 |

### Rekordverbesserung
Europameisterin Heike Drechsler aus der DDR verbesserte den bestehenden EM-Rekord im Finale am 27. August bei einem Rückenwind von 0,8 m/s um sechzehn Zentimeter auf 7,27 m. Zu ihrem eigenen Welt- und Europarekord fehlten ihr achtzehn Zentimeter.

## Windbedingungen
In den folgenden Ergebnisübersichten sind die Windbedingungen zu den jeweils besten Sprüngen benannt. Der erlaubte Grenzwert liegt bei zwei Metern pro Sekunde. Bei stärkerer Windunterstützung wird die Weite für den Wettkampf gewertet, findet jedoch keinen Eingang in Rekord- und Bestenlisten.

## Legende
Kurze Übersicht zur Bedeutung der Symbolik – so üblicherweise auch in sonstigen Veröffentlichungen verwendet:
| CR  | Championshiprekord                          |
| NWI | keine Windinformation (No Wind Information) |

## Qualifikation
26. August 1986
Achtzehn Wettbewerberinnen traten in zwei Gruppen zur Qualifikationsrunde an. Neun von ihnen (hellblau unterlegt) übertrafen die Qualifikationsweite für den direkten Finaleinzug von 6,60 m. Damit war die Mindestzahl von zwölf Finalteilnehmerinnen nicht erreicht. Das Finalfeld wurde mit den drei nächstplatzierten Sportlerinnen (hellgrün unterlegt) auf zwölf Springerinnen aufgefüllt. So reichten für die Finalteilnahme schließlich 6,49 m.

### Gruppe A
| Platz | Name                 | Nation         | Weite (m) | Wind (m/s) |
| ----- | -------------------- | -------------- | --------- | ---------- |
| 1     | Galina Tschistjakowa | Sowjetunion    | 6,8300    | −0,7       |
| 2     | Helga Radtke         | DDR            | 6,7600    | +1,4       |
| 3     | Silwija Christowa    | Bulgarien      | 6,7200    | −4,7       |
| 4     | Nadine Fourcade      | Frankreich     | 6,61 w    | +4,3       |
| 5     | Monika Hirsch        | BR Deutschland | 6,5300    | +0,3       |
| 6     | Agata Karczmarek     | Polen          | 6,5200    | +1,4       |
| 7     | Lene Demsitz         | Dänemark       | 6,4900    | −1,1       |
| 8     | Irina Waljukewitsch  | Sowjetunion    | 6,2900    | NWI        |
| 9     | Maroula Lambrou      | Zypern         | 5,8900    | −0,2       |

### Gruppe B
| Platz | Name              | Nation           | Weite (m) | Wind (m/s) |
| ----- | ----------------- | ---------------- | --------- | ---------- |
| 1     | Heike Drechsler   | DDR              | 6,8500    | −1,0       |
| 2     | Jelena Belewskaja | Sowjetunion      | 6,8500    | ±0,0       |
| 3     | Ljudmila Ninova   | Bulgarien        | 6,7400    | +0,9       |
| 4     | Vali Ionescu      | Rumänien         | 6,6000    | NWI        |
| 5     | Sofia Boschanowa  | Bulgarien        | 6,60 w    | +5,2       |
| 6     | Nadine Debois     | Frankreich       | 6,41 w    | +2,5       |
| 7     | Eva Murková       | Tschechoslowakei | 6,4000    | +1,1       |
| 8     | Silke Harms       | BR Deutschland   | 6,0900    | −2,1       |
| 9     | Mary Berkeley     | Großbritannien   | 6,0800    | +0,8       |

## Finale

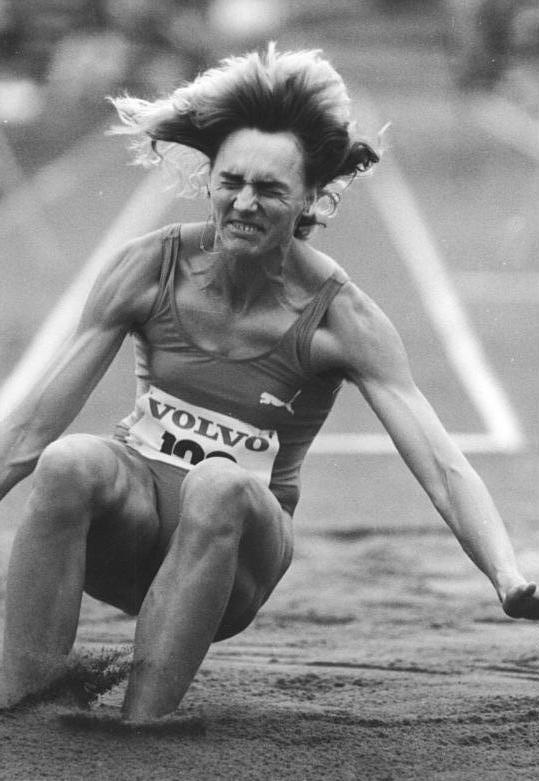
Die amtierende Weltmeisterin Heike Drechsler errang ihren ersten von vier Weitsprung-EM-Titeln, hier kam zwei Tage später der Sieg über 200 Meter hinzu – sie wurde später unter anderem noch zwei Mal Olympiasiegerin und ein weiteres Mal Weltmeisterin
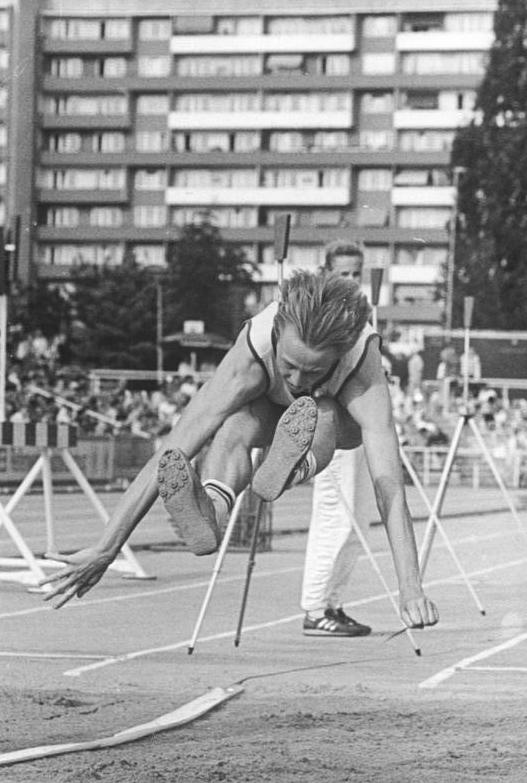
Bronzemedaillengewinnerin Helga Radtke

27. August 1986, 19:10 Uhr
| Platz | Name                 | Nation         | Weite (m) | Wind (m/s) |
| ----- | -------------------- | -------------- | --------- | ---------- |
| 1     | Heike Drechsler      | DDR            | 7,27 CR   | +0,3       |
| 2     | Galina Tschistjakowa | Sowjetunion    | 7,09000   | ±0,0       |
| 3     | Helga Radtke         | DDR            | 6,89000   | ±0,0       |
| 4     | Vali Ionescu         | Rumänien       | 6,81000   | +0,5       |
| 5     | Ljudmila Ninova      | Bulgarien      | 6,65000   | ±0,0       |
| 6     | Silwija Christowa    | Bulgarien      | 6,61000   | −0,3       |
| 7     | Jelena Belewskaja    | Sowjetunion    | 6,58000   | +1,2       |
| 8     | Nadine Fourcade      | Frankreich     | 6,52000   | +1,5       |
| 9     | Monika Hirsch        | BR Deutschland | 6,52000   | ±0,0       |
| 10    | Sofia Boschanowa     | Bulgarien      | 6,42000   | +1,5       |
| 11    | Agata Karczmarek     | Polen          | 6,37000   | ±0,0       |
| 12    | Lene Demsitz         | Dänemark       | 6,29000   | ±0,0       |

Europameisterin Heike Drechsler hatte im Finale folgende Versuchsserie:

6,97 m – 7,27 m – 7,17 m – 7,05 m – 7,25 m – 7,14 m

## Videolinks
- 218 European Track and Field 1986 Heike Drechsler, www.youtube.com, abgerufen am 18. Dezember 2022
- 218 Heike Drechsler, Long Jump, www.youtube.com, abgerufen am 18. Dezember 2022
- 216 Galina Tschistjakowa, Long Jump, www.youtube.com, abgerufen am 18. Dezember 2022